# George Francis Hill
Sir George Francis Hill KCB (* 22. Dezember 1867 in Baharampur; † 18. Oktober 1948 in London) war ein britischer Numismatiker.

## Leben
George Francis Hill war der Sohn des Missionars Samuel John Hill und Enkel des Missionars Micaiah Hill. Die ersten vier Lebensjahre verbrachte er mit seiner Familie in Bengalen. 1872 zog die Familie nach London, wo Hill später das Blackheath College besuchte. Anschließend studierte er am University College London, wo ihn der Archäologe Alfred Goodwin beeinflusste, und ab 1888 am Merton College der University of Oxford beim Numismatiker Percy Gardner, der ihm erste Einblicke in das antike Münzwesen gab. Hill schloss sein Studium mit dem doppelten First Class Degree in Klassischer Philologie ab (1889, 1891). Anschließend hielt er Lehrveranstaltungen ab, konnte jedoch am College keine dauerhafte Stelle erlangen.
1893 erhielt Hill eine Stelle in der Münzabteilung des British Museum. Dort entwickelte er sich zu einem führenden Experten des antiken und frühneuzeitlichen Münzwesens. Gemeinsam mit Barclay Vincent Head und Warwick Wroth bearbeitete er den Catalogue of Greek Coins in the British Museum, der bis 1927 in 29 Bänden erschien. Hill erarbeitete selbst sechs Bände der Reihe, die sich mit sprachlich und historisch sehr komplexen Regionen befassten. Diese Bände wurden durch ihre paläographischen, topographischen, ökonomischen und religionswissenschaftlichen Kommentare vielgeschätzte Standardwerke. Außerdem berichtete Hill regelmäßig über numismatische Neuerwerbungen des British Museum und fungierte von 1898 bis 1912 als Herausgeber des Journal of Hellenic Studies sowie des Numismatic Chronicle (1912–1930). Ab 1912 war er Kurator der Münzabteilung, von 1931 bis zu seinem Eintritt in den Ruhestand 1936 Direktor und Oberbibliothekar des British Museum. Unter seinem Direktorat erwarb das British Museum 1933 den Codex Sinaiticus von der Sowjetunion und (gemeinsam mit dem Victoria and Albert Museum) die orientalische Antikensammlung des Sammlers George Eumorfopoulus (1863–1939).
Für seine Verdienste als Museumsleiter und Wissenschaftler erhielt Hill zahlreiche Ehrungen. Er war gewähltes Mitglied der British Academy (seit 1917), der Akademie der Wissenschaften in Wien (korrespondierendes Mitglied seit 1936), der Society of Antiquaries of London (zeitweilig Vizepräsident), der Royal Numismatic Society, der Society for the Promotion of Hellenic Studies, der Society for the Promotion of Roman Studies, des Deutschen Archäologischen Institutes (korrespondierendes Mitglied seit 1906) und auswärtiges Mitglied der Académie des Inscriptions et Belles-Lettres (seit 1936). 1929 wurde er zum Companion des Order of the Bath ernannt, 1933 zum Knight Commander. Außerdem war er Fellow des University College London und Honorary Fellow des Merton College sowie Ehrendoktor der Universitäten zu Oxford und Cambridge.

## Schriften (Auswahl)
- Sources for Greek History. Between the Persian and Peloponnesian Wars. Clarendon Press, Oxford 1907, (Digitalisat; A new edition. ebenda 1951).
- Coins of Ancient Sicily. Constable & Co., Westminster 1903, (Digitalisat).
- Historical Greek Coins. Constable & Co., London 1906, (Digitalisat).
- Historical Roman Coins. From the earliest Times to the Reign of Augustus. Constable & Co., London 1909, (Digitalisat).
- The Gustave Dreyfus Collection. Renaissance Medals. The University Press, Oxford 1931.
- A History of Cyprus. Vier Bände. The University Press, Cambridge 1940–1952.
- Folgende Bände des Catalogue of Greek Coins in the British Museum (BMC Greek) bearbeitete Hill:
  - Band [19]: Catalogue of the Greek Coins of Lycia, Pamphylia, and Pisidia. Trustees of the British Museum, London 1897, (Digitalisat).
  - Band [21]: Catalogue of the Greek Coins of Lycaonia, Isauria, and Cilicia. Trustees of the British Museum, London 1900, (Digitalisat).
  - Band [24]: Catalogue of the Greek Coins of Cyprus. Trustees of the British Museum, London 1904.
  - Band [26]: Catalogue of the Greek Coins of Phoenicia. Trustees of the British Museum, London 1910.
  - Band [27]: Catalogue of the Greek Coins of Palestine. Trustees of the British Museum, London 1914, (Digitalisat).
  - Band [28]: Catalogue of the Greek Coins of Arabia, Mesopotamia, and Persia. Trustees of the British Museum, London 1922, (Digitalisat).